# Sertularella robusta
Sertularella robusta är en nässeldjursart som beskrevs av Coughtrey 1876. Sertularella robusta ingår i släktet Sertularella och familjen Sertulariidae. Inga underarter finns listade i Catalogue of Life.